# Atrophaneura strandi
Pachliopta strandi là một loài bướm ngày thuộc họ Papilionidae. Loài này phân bố ở Philippines.
Sải cánh dài 

## Phân loài
Loài này có các phân loài sau:
- Atrophaneura strandi strandi (Philippines: Mindoro)
- Atrophaneura strandi marinduquensis (Page & Treadaway, 1997) (Philippines: Marinduque)
- Atrophaneura strandi nuydaorum (Page & Treadaway, 1997) (Philippines: Luzon)
- Atrophaneura strandi splendida (Schröder & Treadaway, 1984) (Philippines: Sibuyan)
- Atrophaneura strandi elizabethi (Page & Treadaway, 1997) (Philippines: Panay, Guiamaras)